# Gerechtelijk vooronderzoek
Een gerechtelijk vooronderzoek was in Nederland een strafrechtelijk onderzoek waarbij een rechter-commissaris inhoudelijk betrokken was. Op 1 januari 2013 verviel het gerechtelijk vooronderzoek in de Nederlandse strafvordering.
In België spreekt men bij vooronderzoek van een opsporingsonderzoek of van een gerechtelijk onderzoek, die worden gevoerd door respectievelijk een procureur des Konings of een onderzoeksrechter.  
In beide landen gaat het om onderzoekshandelingen, die minder ver kunnen gaan dan bij een eigenlijke gerechtelijk onderzoek.  

## Nederland
Binnen een gerechtelijk vooronderzoek konden een aantal handelingen door de rechter-commissaris worden verricht. De rechter-commissaris kon getuigen horen, of deskundigen benoemen die een rapportage over de verdachte op moesten stellen. 
Hoewel de officier van justitie ook aan de politie opdracht kan geven om getuigen te horen, heeft de politie geen dwangmiddelen om een getuige te dwingen om een verklaring af te komen leggen. Het als opgeroepen getuige opzettelijk niet voldoen aan de wettelijke verschijningsplicht is een misdrijf (art. 192 Sr). Om zeker te weten dat de getuige de oproep heeft ontvangen, kon de rechter-commissaris de officier van justitie de opdracht geven om een getuige te dagvaarden (art. 213 lid 2 Sv). De akte dat die dagvaarding aan de getuige was uitgereikt vormde dan het bewijs dat de getuige ervan op de hoogte was dat hij bij de rechter-commissaris moest verschijnen.

### Wettelijke vereisten
In de vordering tot gerechtelijk vooronderzoek moest duidelijk staan omschreven van welke strafbare feiten de verdachte werd verdacht. De verdachte moest - nog voor de sluiting van het gerechtelijk vooronderzoek - in de gelegenheid worden gesteld om een kopie van die vordering in ontvangst te nemen.

### Tegenwoordig
Op 1 januari 2013 trad de Wet versterking positie rechter-commissaris in werking, waarmee het gerechtelijk vooronderzoek kwam te vervallen. De rechter-commissaris kreeg vanaf dat jaar een toezichthoudende taak in het opsporingsonderzoek.